# Велике Корєво
Велике Корєво (рос. Большое Корево) — присілок в Княгининському районі Нижньогородської області Російської Федерації.
Населення становить 12 осіб. Входить до складу муніципального утворення Ананьєвська сільрада.

## Історія
Від 2009 року входить до складу муніципального утворення Ананьєвська сільрада.

## Населення
| 2002 | 2010 |
| ---- | ---- |
| 16   | ↘12  |